# Brian Keenan (Schriftsteller)
Brian Keenan (geb. 1950 in Belfast, Nordirland) ist ein britischer Schriftsteller. Sein bekanntestes Werk ist das Buch An Evil Cradling, eine  Erzählung über seine viereinhalbjährige Geiselhaft im Libanon. Keenan, der an der Amerikanischen Universität in Beirut lehrte, wurde im April 1986 von der Terrororganisation Islamic Jihad entführt, die die Verantwortung für den Anschlag auf den US-Stützpunkt in Beirut 1983 übernommen hatte. Nach zwei Monaten ohne Kontakt zur Außenwelt wurde Keenan in eine Zelle verlegt, die er mit dem britischen Journalisten John McCarthy (* 1956) teilen musste. Am 24. August 1990 wurde er von syrischen Militärkräften befreit und nach Damaskus gefahren, wo er von Vertretern des syrischen Außenministeriums dem irischen Botschafter Declan Connolly übergeben wurde.

## Werke
- An Evil Cradling, 1991
- Turlough, 1996
- Between Extremes: A Journey beyond Imagination (mit John McCarthy), 2000
- Four-Quarters of Light: An Alaskan Journey, 2005
- I'll Tell Me Ma, 2010